# OSCAAR
OSCAAR (pour Ontario Stock Car Association of Asphalt Racers) est une organisation sanctionnant des séries de course automobile de type stock-car sur courtes pistes actives en Ontario au Canada. Elle dirige deux séries: sa série vedette étant l'OSCAAR Outlaw Super Late Model Series, pour voitures Super Late Model utilisant des carrosseries de type "Outlaw" rappelant celles de la populaire série américaine "World of Outlaws Late Model", elle a créé en 2012 une série parallèle pour voitures dites "modifiées" ou "open wheel" sous le nom OSCAAR Mods Racing.

## Les circuits
| Pistes                | Localisation         | Longueur                   |
| --------------------- | -------------------- | -------------------------- |
| Mosport Speedway      | Bowmanville, Ontario | 1/2 mille ovale (805 m)    |
| Barrie Speedway       | Barrie, Ontario      | 1/3 de mille ovale (536 m) |
| Kawartha Speedway     | Fraserville, Ontario | 3/8 de mille ovale (603 m) |
| Sunset Speedway       | Innisfil, Ontario    | 1/3 de mille ovale (536 m) |
| Sauble Speedway       | Hepworth, Ontario    | 1/4 de mille ovale (402 m) |
| Flamboro Speedway     | Millgrove, Ontario   | 1/3 de mille ovale (536 m) |
| Peterborough Speedway | Cavan, Ontario       | 1/3 de mille ovale (536 m) |

## Champions de l'OSCAAR Outlaw Super Late Model Series
- 2014 Andrew Gresel
- 2013 Brandon Watson
- 2012 Brandon Watson
- 2011 Glenn Watson
- 2010 Glenn Watson
- 2009 Glenn Watson
- 2008 Glenn Watson
- 2007 Derrick Tiemersma
- 2006 John Fletcher
- 2005 Rob Clarke
- 2004 Rob Clarke
- 2003 Stu Robinson, Jr.
- 2002 Stu Robinson, Jr.

## Champions de l'OSCAAR Mods Racing
- 2014 Gary McLean
- 2013 Gary McLean
- 2012 Gary McLean